# Juana María Pueyrredón
Juana María Pueyrredón O'Dogan (1775-1812) fue una patriota argentina, hermana de Juan Martín de Pueyrredón, uno de los principales precursores y líderes del movimiento emancipador. Es considerada una de las Patricias Argentinas.

## Biografía
Juana María Pueyrredón O'Dogan nació en Buenos Aires en 1775, hija del francés Juan Martín Pueyrredón Labrucherie y de Rita Damasia O'Dogan Soria, porteña de ascendencia irlandesa por parte de su abuelo paterno.
De muy joven, con solo 15 años de edad, el 12 de abril de 1790 contrajo matrimonio con el español Anselmo Sáenz Valiente, comerciante y regidor en 1807, con quien tuvo numerosa descendencia: Juan Pablo (1792), Francisco de Borja (1793), Casto José (1796), María Sebastiana (1798), María Benita (1799), Bernabé (1800), María Manuela (1801), María Juliana (1802), Anselmo (1804), Pedro Pablo (1805), José Francisco (1807), María Macedonia (1808), Clara Teodora (1810) y María de los Remedios Sáenz Valiente Pueyrredon (1811).
Tenía solo un año más de edad que su hermano Juan Martín, con quien le unía un cariño entrañable y compartir las ideas de independencia de las que aquel fue uno de los principales precursores.

### Invasiones Inglesas
Al producirse la primera invasión británica al Río de la Plata en 1806, su hermano se convirtió en uno de los líderes de la resistencia contra el ocupante, y uno de los más buscados por los británicos, quienes habían contado con que por sus ideas de emancipación los apoyaría. Lo apoyaron sus hermanos Diego José de Pueyrredón, José Cipriano Andrés de Pueyrredón, Juan Andrés de Pueyrredón e incluso el sacerdote Feliciano José Pueyrredón. También Juana colaboró con la resistencia y ayudó a su madre en el cuidado de los fondos recolectados para constituir un ejército para la reconquista de la ciudad y asistió a la bendición que les impartió a sus hijos, yernos y sobrinos antes de marchar a la lucha, animándolos a volver vivos o muertos pero con honor. 
Tras el revés inicial en el combate de Perdriel donde las milicias reunidas por Juan Martín fueron derrotadas por los británicos la ciudad fue reconquistada por las fuerzas al mando de Santiago de Liniers y el hermano de Juana fue enviado a España para conseguir auxilios ante una probable tercera expedición, misión en la cual, al igual que en los anteriores pedidos de tropas o armamentos que efectuara la ciudad ante la constante amenaza inglesa, no tuvo éxito alguno.

### Liberación

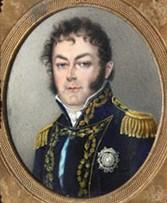
Juan Martín de Pueyrredón.

Al producirse la invasión francesa a España Juan Martín de Pueyrredón regresó a su tierra pero al hacer escala en Montevideo en enero de 1809 fue detenido por Francisco Javier de Elío acusado de liderar el partido de la independencia. Logró fugarse cuando era conducido a la península para ser juzgado por alta traición y llegó a Buenos Aires. Hacia pocos días que se hallaba en la capital cuando llegó la noticia del arribo del nuevo virrey Baltasar Hidalgo de Cisneros a Montevideo. Pueyrredón, al igual que otros criiollos, intentaron sin éxito convencer a Liniers que no entregara el mando.
Pueyrredon era reputado entre los españoles por partidario acérrimo de la independencia así que convencido Cisneros de que se fraguaba una conspiración decretó su prisión y transporte á España, para lo que ordenó al brigadier Vicente Nieto, a quien había adelantado a Buenos Aires como gobernador interino de la Intendencia de Buenos Aires, que lo apresara, orden que fue cumplida el 24 de julio de 1809.
Juan Martín fue alojado en una celda del cuartel del regimiento de Patricios pero los cabildantes solicitaron a Nieto que fuera trasladado al cuartel de Veteranos o al de Arribeños, donde podría ser mejor custodiado. Nieto dispuso el traslado pero una multitud reunida en la puerta del cuartel encabezada por Juana y su hermano José Cipriano impidió la salida del prisionero y sus guardias. 
El comandante de Patricios, Cornelio Saavedra, acompañó a Juana y su hermano José Cipriano a ver a Nieto y gracias a la intercesión de Saavedra y la encendida intervención de Juana se logró que la orden se postergase.
Nieto, luego de la entrevista, preguntó a sus asistentes quien era esa dama tan hermosa que con tanto fervor y facilidad de palabra había abogado por el preso.
Seguidamente, los hermanos regresaron al cuartel de Patricios y allí Juana arengó con elocuencia a los oficiales del cuerpo, instándoles a liberar a su hermano. El futuro general Tomás Guido, testigo presencial de los hechos, los relató en su ancianidad. Juana les dijo a los Patricios: "Consentireis que sea sacrificado vuestro compatriota y amigo por la cruel injusticia de un gobernante? Consentireis que sea expulsado de su país tal vez para siempre sin hacerle un cargo, sin oirle y sin juzgarle? No patricios! dejad que huya mi hermano, si no queréis haceros cómplices de una iniquidad que amenguará vuestra fama".
Esa misma noche del 26 de julio Pueyrredón logró fugarse por una de las ventanas del cuarto alto en que estaba la que daba a la calle sin ser detenido por ningún centinela y tras refugiarse unos días en la quinta de Francisco Mariano de Orma pudo partir en un buque rumbo a Río de Janeiro, donde consiguió evitar la captura exigida oficialmente por el embajador español marqués de Casa Irujo, hasta que el estallido de la revolución de mayo de 1810 le permitió regresar.

### Revolución de Mayo
Una de las decisiones adoptadas por el cabildo abierto del 25 de mayo de 1810 ordenaba a la Junta Gubernativa disponer el envío de una expedición a las provincias del interior con el objeto formal de asegurar la libertad en la elección de diputados que las representarían en el gobierno. Más allá de esa justificación por otra parte razonable, era preciso evitar con rapidez la formación y consolidación de núcleos contrarrevolucionarios y demostrar a los partidarios en el interior del movimiento emancipador que serían sostenidos con decisión y preservados en sus vidas y hacienda por el nuevo gobierno.
El primer objetivo de la Expedición Auxiliadora sería la provincia de Córdoba, donde se organizaba la resistencia alrededor del héroe de la reconquista Santiago de Liniers.

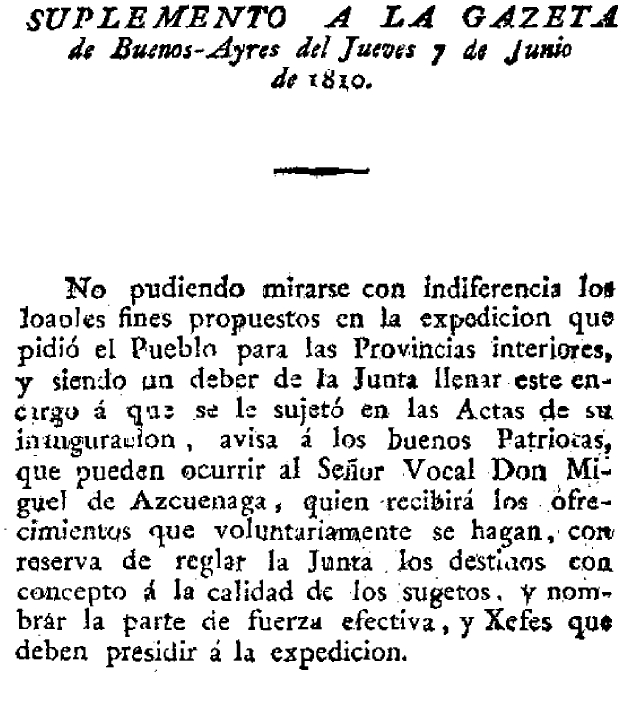
Resolución del 7 de junio de 1810.

El Cabildo del 25 de mayo había asignado recursos para organizar el nuevo ejército, los sueldos del depuesto virrey Cisneros y de otros altos empleados de su administración, pero fuera por resultar insuficientes o como medio para movilizar y comprometer a los vecinos con la causa revolucionaria se decidió iniciar una suscripción pública, para lo cual el 7 de junio se publicó en la Gazeta de Buenos Aires una resolución en los siguientes términos: "No pudiendo mirarse con indiferencia los loables fines propuestos en la expedición que pidió e pueblo para las provincias interiores, y siendo un deber de la Junta llenar este encargo a que se le sujetó en las actas de su inauguración, avisa a los buenos patriotas que pueden concurrir al señor Vocal don Miguel de Azcuénaga, quien recibirá los ofrecimientos que voluntariamente se hagan, con reserva de reglar la Junta los destinos, con concepto a la calidad de los sujetos y nombrar la parte de fuerza efectiva y jefes que deben presidir la expedición".
Iniciada la suscripción para la también llamada "expedición de Unión de las Provincias interiores" Juana Pueyrredón contribuyó con seis onzas de oro. Con esos donativos y los que se hicieron en varias provincias, un mes después la Junta pasaba revista en Monte Castro a más de mil hombres.
Después de la revolución, habiéndose constituido la Asociación Patriótica, Juana donó tres onzas de oro para la compra de armamento.
Juana falleció en Buenos Aires el 14 de junio de 1812, a los 37 años de edad (menos de seis meses después de su último parto), siendo sepultada en la iglesia del Convento de Santo Domingo. En su testamento, que redactó pocos días antes de morir, dispuso ser sepultada sin pompa alguna y contra la costumbre dejó en herencia buena parte de sus bienes a sus hijas mujeres.
No llegó a ver a su hermano convertirse en Director Supremo de las Provincias Unidas del Río de la Plata, cargo que mantuvo entre 1816 y 1819.
Había heredado la chacra de sus padres en la costa de San Isidro, con 160 varas de frente y una legua de fondo, casco con casa y oratorio rodeado de plantíos, que había sido adquirida a los hermanos Domingo y Úrsula Herrera, entre los años 1785 y 1786.